# Cultura da Cornualha

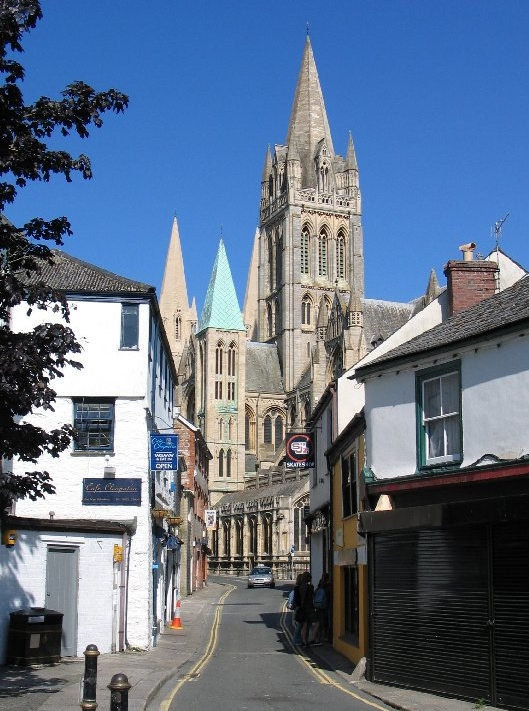
Truro

A cultura da Cornualha (inglês: Culture of Cornwall; córnico: Gonisogeth Kernow) pode ser enquadrada como integrante da cultura do Reino Unido, embora apresente costumes e tradições que a tornam peculiar. A Cornualha é um condado não-metropolitano e cerimonial da Inglaterra, sendo, igualmente, um ducado e uma nação celta, possuindo uma gama de tradições que lhe são próprias. Depois de muitos anos de declínio, a cultura córnica vem passando por uma forte revitalização, sendo vários os grupos que se ocupam de salvaguardar os costumes e a língua córnicos na Cornualha.

## Língua córnica

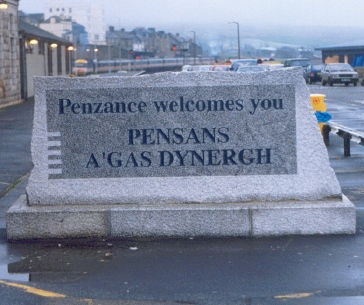
"Pensans a'gas dynergh"

A língua córnica é uma língua celta relacionada ao bretão e o galês, sendo descendentes diretos do idioma britânico, outrora corrente na maior parte da Grã-Bretanha. A língua entrou em declínio após a introdução do Livro de Oração Comum inglês (em 1549) e, por volta de 1800, deixou de ser usado como uma linguagem da comunidade.
Após o início do século XIX os pesquisadores começaram a estudar a língua a partir de remanescentes isolados, e em 1904 Henry Jenner publicou um manual da língua córnica, iniciando, assim, sua revitalização. Apesar de menos de 1 % da população córnica professar fluência na  língua e ainda menos declará-la sua "língua materna", o idioma continua a desempenhar um papel significativo na cultura da Cornualha.
Muitos eventos costumam utilizar o córnico, na forma de frases curtas, em aberturas, cumprimentos ou nomes. Há uma tradição musical considerável na língua, que pode ser apreciada também por não-falantes. A grande maioria das toponímias da Cornualha são derivadas da língua, e a uma importante parcela da população conhece ao menos palavras ou frase simples em córnico.